# هوارد فاست
هوارد فاست (بالإنجليزية: Howard Fast)‏ (و. 1914 – 2003 م) هو كاتب، وكاتب سيناريو، وروائي، وكاتب خيال علمي أمريكي، ولد في نيويورك، توفي عن عمر يناهز 89 عاماً.

## جوائز
حصل على جوائز منها:
- Stalin Peace Prize [الإنجليزية]‏.

## وصلات خارجية
- هوارد فاست على موقع IMDb (الإنجليزية)
- هوارد فاست على موقع مونزينجر (الألمانية)
- هوارد فاست على موقع ألو سيني (الفرنسية)
- هوارد فاست على موقع ميوزك برينز (الإنجليزية)
- هوارد فاست على موقع أول موفي (الإنجليزية)
- هوارد فاست على موقع قاعدة بيانات الأفلام السويدية (السويدية)
- هوارد فاست على موقع إن إن دي بي (الإنجليزية)
- هوارد فاست على موقع ديسكوغز (الإنجليزية)
- هوارد فاست على موقع قاعدة بيانات الفيلم (الإنجليزية)
- هوارد فاست على موقع كينوبويسك (الروسية)